# Kanton Peyruis
Peyruis is een voormalig kanton van het Franse departement Alpes-de-Haute-Provence. Het kanton maakte deel uit van het arrondissement Forcalquier. Het werd opgeheven bij decreet van 24 februari 2014, met uitwerking op 22 maart 2015.

## Gemeenten
Het kanton Peyruis omvatte de volgende gemeenten:
- La Brillanne
- Ganagobie
- Lurs
- Peyruis (hoofdplaats)